# Värnen
Värnen är en sjö i Vetlanda kommun i Småland och ingår i Emåns huvudavrinningsområde. Sjön är 17 meter djup, har en yta på 2,5 kvadratkilometer och befinner sig 173 meter över havet. Sjön avvattnas av vattendraget Skärveteån (Farstorpaån). Vid provfiske har bland annat abborre, braxen, gädda och karpfisk (obestämd) fångats i sjön.

## Delavrinningsområde
Värnen ingår i det delavrinningsområde (635503-146854) som SMHI kallar för Utloppet av Värnen. Medelhöjden är 205 meter över havet och ytan är 19,49 kvadratkilometer. Räknas de 3 delavrinningsområdena uppströms in blir den ackumulerade arean 101,66 kvadratkilometer. Skärveteån (Farstorpaån) som avvattnar avrinningsområdet har biflödesordning 3, vilket innebär att vattnet flödar genom totalt 3 vattendrag innan det når havet efter 144 kilometer. Delavrinningsområdet består mestadels av skog (58 %) och jordbruk (18 %). Avrinningsområdet har 2,74 kvadratkilometer vattenytor vilket ger det en sjöprocent på 14 %.

## Fisk
Vid provfiske har följande fisk fångats i sjön:
- Abborre
- Braxen
- Gädda
- Karpfisk obestämd
- Mört
- Sarv
- Sik
- Sutare